# Richard Briers
Richard David Briers (ur. 14 stycznia 1934 w Raynes Park, zm. 17 lutego 2013 w Londynie) – angielski aktor filmowy i głosowy.

## Filmografia
- Śmierć ma okna (Murder She Said, 1961) jako pani Binster
- Murder Club (1961) jako Stanley Frelaine
- A Matter of Who (1961) jako Jamieson
- Hay Fever (1968) jako Sandy Tyrell
- All the Way Up (1970) jako Nigel Hadfield
- Roobarb (1974) jako Narrator
- Pełna sielanka (The Good Life, 1975–1978) jako Tom Good
- Wzgórze królików (Watership Down, 1978) jako Piątek (głos)
- The Aerodrome (1983) jako Rektor
- Ever Decreasing Circles (1984–1989) jako Martin Bryce
- Trefniś (1985–1986) jako Alias (głos)
- All in Good Faith (1985–1988) jako Wielebny Philip Lambe
- Loża szyderców (A Chorus of Disapproval, 1988) jako Ted Washbrook
- Twelfth Night, or What You Will (1988) jako Malvolio
- Mr Bean 1991 - Episode 1. Church
- Swan Song (1992) jako Nikita
- Przyjaciele Petera (Peter's Friends, 1992) jako Lord Morton
- If You See God, Tell Him (1993) jako Godfrey Spry
- Wiele hałasu o nic (Much Ado About Nothing, 1993) jako Seigneur Leonato
- Down to Earth (1994) jako Tony Fairfax
- Frankenstein (1994) jako Dziadek
- W środku mrocznej zimy (In the Bleak Midwinter, 1995) jako Henry Wakefield
- The Adventures of Mole (1995) jako Szczur
- Hamlet (1996) jako Poloniusz
- Książę serc (The Student Prince, 1997) jako Corbitt
- Spice World (1997) jako biskup
- Szacowna profesja (A Respectable Trade, 1998) jako Sir Charles Fairley
- Wodnikowe Wzgórze (Watership Down, 1999–2001) jako kapitan Żarnowiec (głos)
- Pan na dolinie (Monarch of the Glen, 2000–2005) jako Hector Naismith MacDonald
- Stracone zachody miłości (Love's Labour's Lost, 2000) jako Nataniel
- Bezwarunkowa miłość (Unconditional Love, 2002)
- Piotruś Pan (Peter Pan, 2003) jako Smee